# Javier Sierra
Javier Sierra Albert (Teruel, 11 de agosto de 1971) es un escritor y periodista español. Ganó el Premio Planeta de novela 2017 por El fuego invisible. En la semana del 16 de abril de 2006 figuró en la lista de los libros más vendidos de Estados Unidos, elaborada por The New York Times por su novela: «La cena secreta». 

## Biografía
Sierra comenzó en los medios masivos de comunicación desde su infancia, a los doce años conducía un programa en Radio Heraldo, y en 1985, colaboró en una revista digital de Vinaroz, donde vivía, con una sección denominada Historias del más allá, especializada en el tema de ovnis. 
Licenciado en Ciencias de la Información por la Universidad Complutense de Madrid. Fue uno de los fundadores de la revista Año Cero, y más tarde accedió a la dirección de la veterana publicación mensual Más allá de la Ciencia.
En 1993 trabajó como redactor del programa de Telecinco Otra dimensión, dirigido por Félix Gracia. En 1995 defendió, tanto en artículos de la revista Año Cero como en su libro Roswell: secreto de Estado, la autenticidad del Caso Roswell. Según Sierra la filmación de una autopsia a uno de los extraterrestres rescatados de un ovni estrellado era un montaje, elaborado como parte de una campaña gubernamental de desinformación; extrajo sus conclusiones de entrevistas e impresiones personales.
En 2004 fue el director del programa semanal de televisión «El otro lado de la realidad», en Telemadrid. Desde 2005 colaboró con el programa de Cuatro Cuarto Milenio, presentado por Íker Jiménez, con la sección Obras malditas, donde relata la historia de los libros censurados a lo largo de la historia. Posteriormente continuó siendo colaborador habitual en otro tipo de secciones. En 2008 presentó el programa de Antena 3 El arca secreta. Duró poco, debido a los bajos índices de audiencia. Entre 2017 y 2021 dirigió, con Alfonso Cortés-Cavanillas, y presentó un programa en Movistar+, titulado: «Otros mundos»; en el mismo usa como eslogan una frase del poeta francés Paul Éluard: «Hay otros mundos, pero están en éste».

## Publicaciones

### Novelas
- La dama azul (1998, Martínez Roca; reedición revisada en 2008, Planeta)
- Las puertas templarias (2000, Martínez Roca)
- El secreto egipcio de Napoleón (2002, La Esfera de los Libros)
- La cena secreta (2004, Plaza & Janés), finalista del Premio de Novela Ciudad de Torrevieja
- El ángel perdido (2011, Editorial Planeta)
- El maestro del Prado (2013, Planeta)
- La pirámide inmortal (2014, Planeta), reelaboración de su novela: El secreto egipcio de Napoleón.[8]
- El fuego invisible (2017, Planeta), Premio Planeta[9]
- El mensaje de Pandora (2020, Planeta)
- Sierra, Rubio y Dalmases, La pirámide inmortal, la misma novela en forma de historieta, (Norma, 2022) .[10]
- El plan maestro (2025, Planeta)

### Ensayos
- Roswell: secreto de Estado (1995, EDAF)
- La España extraña (1997, EDAF), en colaboración con Jesús Callejo
- En busca de la Edad de Oro (2000, Grijalbo)
- La ruta prohibida y otros enigmas de la Historia (2007, Planeta)
- Sierra, López y Aguer, ¿Por qué, Dalí? (2023, Planeta)

### Relatos
- El quinto mundo (2012, Planeta)

### Colaboraciones
- 2003: participó en la obra colectiva de Relatos ferroviarios sobre raíles (Imagine Ediciones), junto a firmas como Juan Eslava Galán, Dulce Chacón, Espido Freire, Javier García Sánchez o Eugenia Rico.
- 2003-2004: dirigió y prologó la colección de novelas La Cámara Secreta (col. Nº 80), de intriga histórica, para Círculo de Lectores, que reunió obras de autores como Christian Jacq, Phillip Vandenberg, Larry Collins, Valerio Evangelisti o Gerard Mesadié.
- 2007-2008: dirige y prologa la colección de ensayos La ruta prohibida para Círculo de Lectores, que reúne obras de autores como Louis Charpentier, Ruggero Marino, David Ovason, Margaret Starbird, Graham Hancock o Robert Bauval.
- 2009: participó en la antología Thriller 2: Stories that you just can´t put down (Mira), coordinada por Clive Cussler y con la participación de autores como Ridley Pearson, Jeffrey Deaver, Kathleen Antrim o Phillip Margolin.

## Premios y distinciones
- Finalista del III Premio de Novela Ciudad de Torrevieja 2004 por La cena secreta.
- Premio a la Mejor Novela Histórica publicada en inglés en 2007, a The Lady in Blue, en los International Latino Book Awards de Estados Unidos.
- Premio Arias Montano a la creación literaria, en 2008, por La cena secreta, concedido por Ámbito Cultural de El Corte Inglés.
- Hijo Adoptivo de Ágreda (provincia de Soria), en 2009, por la difusión internacional dada a esa villa y su Historia por su novela La dama azul.
- Premio a la Mejor Novela de Aventuras/Drama publicada en inglés en 2011, a The Lost Angel, en los International Latino Book Awards de Estados Unidos.
- Premio a la Mejor Novela de Aventuras/Drama publicada en español en 2011, a El ángel perdido, en los International Latino Book Awards de Estados Unidos.
- Cruz de San Jorge 2017, concedida por la Diputación de Teruel, por los méritos contraídos y el honor y buen nombre dado a la provincia de Teruel.
- Premio Planeta 2017 por El fuego invisible[9] con el Santo Grial como eje de la trama.
- Hijo predilecto de Teruel en 2018.[11]

## Tributos

### Eponimia
- Javier Sierra tiene un parque en su honor en la ciudad de Teruel, en el barrio de El Carrel en el que el escritor vivió entre 1978 y 1985.[12]
- Desde septiembre de 2019, la biblioteca pública de la ciudad de Teruel se denomina Biblioteca Pública del Estado en Teruel Javier Sierra.
- Sierra tiene un monumento con su nombre en el Paseo de las Letras Aragonesas, inaugurado en Monzón (Huesca) en diciembre de 2019.[13]
- En 2021, la plaza mayor de Libros (Teruel) fue renombrada como “Plaza de Javier Sierra”.
- En 2024 el pueblo de Negrilla de Palencia (Salamanca) rebautizó con su nombre la calle en la que vivió su padre.

## Intervenciones en los medios

### Radio
- Director y presentador de La otra ciencia y Mare Nostrum (Radio Nueva, 1986-1988).
- Asesor de Espacio en blanco (Radio Nacional de España, 1987-1988).
- Asesor de La ventana indiscreta (Cadena SER, 1989).
- Asesor de Viva la radio (Radio Voz, 1996-1998).
- Asesor de El callejero (Onda Cero Radio, 1998).
- Colaborador en Milenio 3 (Cadena SER), dirigido por Íker Jiménez (2002-2015).
- Colaborador en Herrera en la onda (antes Herrera y punto, en Onda Cero Radio), dirigido por Carlos Herrera (2002-2003).
- Colaborador en La rosa de los vientos (Onda Cero Radio), dirigido por Juan Antonio Cebrián (2004-2006).
- Colaborador en Asuntos propios (Radio Nacional de España), dirigido por Toni Garrido (2008-2012).
- Colaborador en La noche en vela (Radio Nacional de España), dirigido por Pilar Tabares (2012-2017).
- Colaborador en Fin de Semana (COPE), dirigido por Cristina López-Schlichting (2016-en adelante).
- Colaborador en SER Historia (Cadena SER), dirigido por Nacho Ares (2017).
- Colaborador en Herrera en COPE, dirigido por Carlos Herrera (2017-en adelante).

### Televisión
- Director y presentador de Otros mundos, #0 de Movistar+ (2017-2021).
- Colaborador Cuarto milenio, Cuatro (2005-en adelante).
- Director y presentador de El arca secreta, Antena 3 (2007).
- Director y presentador de El otro lado de la realidad, Telemadrid (2004-2005).
- Colaborador del programa Cada día, Antena 3 (2005).
- Colaborador en Crónicas Marcianas, Telecinco (1999-2005).
- Redactor de Otra dimensión, Telecinco (1993).

### Prensa escrita
- Columnista del diario La Razón, en su sección de opinión “Tribuna” (2020-en adelante).
- Columnista de la revista Año Cero (Prisma Publicaciones), con su página mensual “Ocultura” (2017-2022).
- Columnista del diario El Mundo, con su serie de reportajes titulados Espías psíquicos (agosto de 2008).
- Consejero editorial de la revista Más allá de la Ciencia (M.C. Ediciones, 2006).
- Director editorial de Revista de Arqueología (MC Ediciones, 2002), la revista decana del sector en España.
- Director de la revista Más allá de la Ciencia (M.C. Ediciones, 1998). Llevó a cabo el cambio de formato, reajuste de contenidos e imagen, desde enero de 1999.
- Coordinador de los números especiales de la revista Más allá de la Ciencia: Grandes enigmas de Europa y América, Pirámides del mundo, Grandes misterios de la Tierra, Misterios de Egipto, entre otros.
- Subdirector de la revista Más allá de la Ciencia (J.C. Ediciones, 1995-1998).
- Coordinador Internacional de la revista Año/Cero (América Ibérica, 1994).
- Redactor de la revista Más allá de la Ciencia (Heptada, 1993).
- Cofundador de la revista Año Cero (Hobby Press 1990).

### Editorial
- Asesor editorial de Ediciones Martínez Roca (2001).
- Asesor de la colección Huellas perdidas de Grijalbo Mondadori (2000-2001).
- Director y prologuista de la colección de novelas La cámara secreta de Círculo de Lectores (2003-2004).
- Director y prologuista de la colección de ensayos El arca secreta de Círculo de Lectores (2007-2008).
- Director de la colección de ensayos Ocultura: la cultura de lo Oculto en Ediciones Luciérnaga (2017).

### Podcast
- El regreso de Tutankamon (2022, Podimo).
- En el Paisaje de la Luz (2022, Ayuntamiento de Madrid, App).
- Greal (2024, Agencia Catalana del turismo, todas las plataformas).